# Denis Goutsko
Œuvres principales
- Русскоговорящий

Denis Nikolaïevitch Goutsko (en russe : Денис Николаевич Гуцко), né en 1969 à Tbilissi, est un écrivain russe, participant au Forum des jeunes écrivains russes, lauréat du Prix Booker russe en 2005.

## Biographie
Goutsko a terminé ses études secondaires à Tbilissi avant de partir en 1987 à Rostov-sur-le-Don, où il est diplômé de la faculté de géologie-géographie de l'université d'État de Rostov-sur-le-Don (ru) avec une spécialisation en "Écologie et géochimie appliquée". Il a servi dans l'armée soviétique. Il vit actuellement à Rostov-sur-le-Don.
En 2000, son récit Прирученный лев [Forêt apprivoisée] paraît dans le supplément "Sud de la Russie" du journal littéraire Literatournaïa gazeta. En 2002, le magazine « Знамя » [Znamia] publie son récit « Апсны абукет » [Apsny abouket]. Il écrit pour le magazine Droujba Narodov (Amitié des peuples) et Volga.
Il participe au Forum des jeunes auteurs russes en 2001, 2002 et 2003. Il reçoit une bourse du ministère de la Culture (en) de Russie à la suite du second Forum. Il remporte le Prix Booker russe en 2005 pour son roman Без пути-следа [Sans trace de chemin]. Ce roman est d'ailleurs republié la même année au sein de la duologie "Russophone", qui réunit Без пути-следа [Sans trace de chemin] à la nouvelle Там, при реках Вавилона [Là, au bord des fleuves de Babylone].